# Dschulija Tersijska
Dschulija Tersijska (bulgarisch Джулия Терзийска, engl. Transkription Julia Terziyska; * 5. März 1996 in Sofia) ist eine bulgarische Tennisspielerin.

## Karriere
Tersijska, die am liebsten auf Hartplätzen spielt, begann im Alter von sechs Jahren mit dem Tennis.
Sie gewann während ihrer Karriere bisher auf der ITF Women’s World Tennis Tour 12 Einzel- und 16 Doppeltitel.
Seit 2018 spielt sie für die bulgarische Billie-Jean-King-Cup-Mannschaft; ihre Billie-Jean-King-Cup-Bilanz weist bislang 5 Siege bei 3 Niederlagen aus.
In der Tennis-Bundesliga spielte sie 2018 für den TC Bad Vilbel in der 2. Liga-Süd, der die Meisterschaft gewann und aufstieg. Sie blieb auch 2019 bei dem Verein und gewann mit ihm die Deutsche Tennismeisterschaft.

## Turniersiege

### Einzel
| Nr. | Datum             | Turnier             | Kategorie   | Belag             | Finalgegnerin         | Ergebnis        |
| --- | ----------------- | ------------------- | ----------- | ----------------- | --------------------- | --------------- |
| 1.  | 6. April 2014     | Antalya             | ITF $10.000 | Hartplatz         | Melis Sezer           | 7:65, 6:2       |
| 2.  | 15. Februar 2015  | Scharm asch-Schaich | ITF $10.000 | Hartplatz         | Anastassija Pribylowa | 6:2, 7:5        |
| 3.  | 22. Februar 2015  | Scharm asch-Schaich | ITF $10.000 | Hartplatz         | Anastassija Pribylowa | 6:3, 6:2        |
| 4.  | 17. Mai 2015      | Scharm asch-Schaich | ITF $10.000 | Hartplatz         | Nadja Gilchrist       | 6:4, 6:0        |
| 5.  | 24. Mai 2015      | Scharm asch-Schaich | ITF $10.000 | Hartplatz         | Naomi Cavaday         | 4:1 Aufgabe     |
| 6.  | 21. Februar 2016  | Scharm asch-Schaich | ITF $10.000 | Hartplatz         | Warwara Flink         | 6:4, 6:3        |
| 7.  | 10. Dezember 2017 | Hammamet            | ITF $15.000 | Sand              | Aleksandra Kulikova   | 2:6, 6:4, 6:2   |
| 8.  | 11. März 2018     | Scharm asch-Schaich | ITF $15.000 | Hartplatz         | Ljudmila Samsonowa    | 6:74, 6:0, 7:64 |
| 9.  | 18. März 2018     | Scharm asch-Schaich | ITF $15.000 | Hartplatz         | Nuria Párrizas Díaz   | 6:0, 6:2        |
| 10. | 15. April 2018    | Scharm asch-Schaich | ITF $15.000 | Hartplatz         | Tara Moore            | 6:2, 4:6, 6:4   |
| 11. | 25. Januar 2020   | Stuttgart           | ITF W15     | Hartplatz (Halle) | Dea Herdželaš         | 6:3, 6:4        |
| 12. | 6. März 2022      | Monastir            | ITF W15     | Hartplatz         | Kathleen Kanev        | 7:5, 5:7, 6:1   |

### Doppel
| Nr. | Datum              | Turnier             | Kategorie   | Belag     | Partnerin             | Finalgegnerinnen                      | Ergebnis          |
| --- | ------------------ | ------------------- | ----------- | --------- | --------------------- | ------------------------------------- | ----------------- |
| 1.  | 28. September 2014 | Varna               | ITF $10.000 | Sand      | Isabella Schinikowa   | Diana Buzean Raluca Elena Platon      | 7:5, 6:1          |
| 2.  | 21. Februar 2015   | Scharm asch-Schaich | ITF $10.000 | Hartplatz | Anna Morgina          | Darja Lebeschawa Anastasia Shaulskaya | 6:3, 6:0          |
| 3.  | 28. Februar 2015   | Scharm asch-Schaich | ITF $10.000 | Hartplatz | Anna Morgina          | Ayla Aksu Müge Topsel                 | 6:1, 4:6, [10:2]  |
| 4.  | 4. April 2015      | Scharm asch-Schaich | ITF $10.000 | Hartplatz | Lina Gjorcheska       | Wiktoria Kulik Karolina Silwanowicz   | 6:0, 6:0          |
| 5.  | 12. Juni 2015      | Namangan            | ITF $25.000 | Hartplatz | Anastassija Komardina | Weronika Kudermetowa Xenija Lykina    | 7:62, 7:5         |
| 6.  | 3. Oktober 2015    | Sozopol             | ITF $10.000 | Hartplatz | Isabella Schinikowa   | Anna Klasen Charlotte Klasen          | 6:1, 6:2          |
| 7.  | 10. Oktober 2015   | Sozopol             | ITF $10.000 | Hartplatz | Vivian Heisen         | Lenka Kuncikova Karolina Stuchla      | 6:3, 6:1          |
| 8.  | 18. Dezember 2015  | Lagos               | ITF $25.000 | Hartplatz | Prarthana Thombare    | Tadeja Majerič Conny Perrin           | 4:6, 6:3, [10:8]  |
| 9.  | 12. November 2016  | Scharm asch-Schaich | ITF $10.000 | Hartplatz | Julia Wachaczyk       | Bianka Bekefi Szabina Szlavikovics    | 6:4, 4:6, [10:1]  |
| 10. | 25. Februar 2017   | Scharm asch-Schaich | ITF $10.000 | Hartplatz | Weronika Kapschaj     | Pemra Özgen Ana Vrljić                | 6:3, 2:6, [10:7]  |
| 11. | 9. Dezember 2017   | Hammamet            | ITF $15.000 | Sand      | Marie Benoît          | Anna-Giulia Remondina Milana Špremo   | 6:2, 6:3          |
| 12. | 7. April 2018      | Scharm asch-Schaich | ITF $15.000 | Hartplatz | Iryna Schymanowitsch  | Chen Pei-hsuan Wu Fang-hsien          | 6:3, 7:5          |
| 13. | 6. Oktober 2018    | Lagos               | ITF $15.000 | Hartplatz | Tereza Mihalíková     | Estelle Cascino Deniz Khazaniuk       | 6:74, 6:2, [10:7] |
| 14. | 13. Oktober 2018   | Lagos               | ITF $15.000 | Hartplatz | Rosalie van der Hoek  | Merel Hoedt Noa Liauw a Fong          | 6:4, 6:4          |
| 15. | 28. Juli 2019      | Porto               | ITF W25     | Hartplatz | Estelle Cascino       | Jacqueline Cabaj Awad Inês Murta      | 7:60, 6:3         |
| 16. | 20. April 2024     | Kuršumlijska Banja  | ITF W15     | Sand      | Bojana Marinković     | Rikke de Koning Madelief Hageman      | 6:3, 1:6, [10:5]  |